# GG (komunikator internetowy)
Gadu-Gadu (skrót GG) – polski komunikator internetowy, opracowany przez firmę GG Network, którego obecnym właścicielem jest firma Fintecom. W 2025 przekształcił się w serwis społecznościowy GGapp.
Pomysłodawcą i twórcą GG jest informatyk Łukasz Foltyn. W 2011 roku Gadu-Gadu miało około 7 milionów unikatowych użytkowników, którzy wysyłali do 300 milionów wiadomości dziennie, a dziennie powstawało ponad 500 nowych kont.

## Historia
Duży wpływ na rozwój komunikatorów tego typu miał stworzony przez izraelskich programistów ICQ. Łukasz Foltyn stworzył aplikację działającą w podobny sposób, ale lepiej dostosowaną do rynku polskiego. Gadu-Gadu zostało uruchomione 15 sierpnia 2000 roku i szybko zdobyło dużą popularność. Według informacji podawanych przez firmę Gadu-Gadu, już pierwszego dnia w systemie zarejestrowało się 10 tys. osób. Gadu-Gadu zajęło niewykorzystaną niszę rynkową, w 2011 roku piastowało pozycję lidera rynku. Kultowymi stały się emotikony Gadu-Gadu, a dźwięk powiadamiający o nowej wiadomości, zaczerpnięty z jednej z kompozycji pulpitu systemu Windows 98, był dobrze rozpoznawalny.
Gadu-Gadu było pierwszym na świecie komunikatorem użytym do publicznej dyskusji na orbicie okołoziemskiej. Była to rozmowa pomiędzy użytkownikami a kosmonautami na Międzynarodowej Stacji Kosmicznej (ISS) zorganizowana 27 czerwca 2008 roku – w 30. rocznicę lotu pierwszego polskiego kosmonauty Mirosława Hermaszewskiego. 
W 2011 roku Gadu-Gadu miało 6 mln realnych użytkowników. 31 października 2011 roku zakończyła działalność związana z komunikatorem wirtualna sieć telefonii komórkowej GaduAIR. 5 listopada 2012 roku zakończyły działalność związane z komunikatorem serwisy internetowe GaduFoto, Bliziutko.pl, Nauka.pl, Centrum-Awatarow.pl i MojaGeneracja.pl. 25 maja 2015 roku serwis open.fm został sprzedany grupie Wirtualna Polska.
Grupa Allegro sprzedała 30 października 2015 serwis Platforma GG na rzecz cypryjskiej firmy Xevin Consulting Limited z siedzibą przy ulicy Gr. Xenopoulou 17, 3106 Limassol. W czerwcu 2017 r. Xevin podpisało list intencyjny ze spółką Sare, przewidujący przeniesienie własności komunikatora, serwerów, domeny gg.pl i gadu-gadu.pl, znaków towarowych oraz logotypów. Sare zadeklarowało inwestycje w markę i rozszerzenie funkcjonalności usługi, jednak do transakcji ostatecznie nie doszło. W marcu 2018 r. serwis został zakupiony przez spółkę England.pl. Według niej potencjał GG leży w dużym poziomie bezpieczeństwa i poufności danych, a jedyne, co wymaga ulepszenia, to parametry techniczne i dodanie nowej funkcjonalności. Zmianie ma ulec także szata graficzna strony, jak i samej aplikacji oraz większą integrację komunikatora z blogiem lifestylowym.
W 2022 roku dodano możliwość zakupu abonamentu „GG Premium” umożliwiający usunięcie reklam i korzystanie z dodatkowych opcji. W 2023 roku rozpoczęto testy wirtualnego portfela o nazwie „GGwallet”. 2 czerwca 2025 roku właściciel komunikatora, spółka Fintecom S.A. w komunikacie prasowym poinformowała o przekształceniu komunikatora GG w aplikację społecznościową GGapp o zasięgu globalnym i rozpoczęciu w związku z tym kampanii reklamowej na serwisie internetowym emiteo.pl oraz rozpoczęciu emisji akcji na rozwój i dodaniu nowych funkcji m.in. wprowadzeniu płatności mobilnych i sztucznej inteligencji (AI).

## Funkcjonalność
Gadu-Gadu umożliwia przede wszystkim prowadzenie rozmów tekstowych, przesyłanie plików, prowadzenie konferencji i rozmów głosowych. Jest to program typu adware – udostępnia się go za darmo, ale w zamian użytkownikom prezentowane są reklamy.
Gadu-Gadu wykorzystuje własny (zamknięty) protokół komunikacji. Użytkownicy Gadu-Gadu są identyfikowani w systemie za pomocą numerów, podobnie jak w ICQ. Od grudnia 2010 roku możliwe jest również identyfikowanie użytkowników za pomocą loginów, obsługiwane jednak jest to jedynie w najnowszych wydaniach oficjalnego klienta sieci. W testowych wersjach z rodziny 6.x pojawiło się szyfrowanie połączenia za pomocą protokołu SSL, jednakże w żadnej oficjalnej wersji nie było ono wykorzystywane, aż do wydania testowej wersji GG 10 beta 10 (build 10784). W wersji 7.0 build 23 dodano filtr antyspamowy. Od początku 2005 roku możliwe jest wykonywanie rozmów telefonicznych w ramach technologii VoIP. 14 lutego 2006 roku w wyniku zakończenia współpracy z operatorem easyCALL usługa Telefon Gadu-Gadu została zastąpiona przez usługę naGłos (autorskie rozwiązanie spółki).
Dzięki zakupionej przez spółkę Gadu-Gadu technologii od firmy Eyeball Networks, wersje od 7.0 do 7.5 programu umożliwiały przesyłanie głosu i obrazu przez Internet. W wyniku trwającego sporu licencyjnego pomiędzy tymi dwiema firmami spółka Gadu-Gadu udostępniła nową wersję 7.6 komunikatora pozbawioną komponentów audio-wideo stworzonych przez Eyeball Networks. Wersja ta nie pozwala na przesyłanie dźwięku i obrazu, ale pozwala na przesyłanie plików między użytkownikami. Od wersji 7.7 (kwiecień 2007) możliwe jest przesyłanie dźwięku (rozmowy głosowe) między użytkownikami. Możliwe jest również połączenie głosowe z sieci PSTN z użytkownikiem Gadu-Gadu.

### Nowe Gadu-Gadu
Od czerwca 2008 roku rozpoczęto testy tzw. Nowego Gadu-Gadu. Nowe Gadu-Gadu wykorzystuje bibliotekę Qt. Do przesyłania wiadomości tekstowych oraz opisów w statusach zastosowano kodowanie UTF-8, dzięki czemu można używać pełnego zestawu znaków Unicode.
9 lutego 2009, po półrocznych testach wydano ósmą wersję komunikatora nazwaną Nowe Gadu-Gadu. Zawiera ona wbudowane skórki, awatary oraz nowy interfejs, zmieniony został także protokół komunikacji z serwerem, a także wdrożono nowy sposób przechowywania profili użytkowników.
Funkcje dodane do Nowego Gadu-Gadu:
- automatyczna aktualizacja
- zabezpieczenie hasła przed niepowołanym odczytaniem z pliku konfiguracyjnego
- system wyboru skórek
- zakładki w oknie rozmowy
- nowa technologia rozmów głosowych uzyskana dzięki zintegrowaniu rozwiązań VoIP firmy Global IP Solutions
- możliwość słuchania radia bez konieczności instalowania dodatkowego oprogramowania
- dłuższe statusy opisowe
- integrację awatarów z serwisem MojaGeneracja.pl (serwis społecznościowy nie istnieje od 5 listopada 2012[18])
- pasek szybkiego wyszukiwania kontaktów
- całkowita zmiana GUI
- funkcja sprawdzanie pisowni
- obsługa znaków w systemie Unicode
- dwa nowe statusy dostępności: PoGGadaj ze mną oraz Nie przeszkadzać
- filtr anty-spamowy
- rozmowy wideo
- odtwarzanie filmów z YouTube

## Krytyka
21 maja 2009 roku miała miejsce największa awaria usług GG Network. Około godziny 18:00 wszystkie serwery komunikatora przestały funkcjonować, uniemożliwiając internautom komunikacje za pomocą Gadu-Gadu. Niedostępne były również strony infobot.pl, blip.pl oraz wszystkie fora istniejące w serwisie fora.pl. Na blogu Jarosława Rybusa, rzecznika prasowego GG Network, pojawił się wpis informujący, że: „przyczyną awarii nie był atak na infrastrukturę ani na inne usługi spółki, przyczyna była związana z infrastrukturą dostępu do sieci”.
Podczas akcji Stop cenzurze zorganizowanej w związku z głosowaniem w Parlamencie Europejskim nad wprowadzeniem Pakietu Telekomunikacyjnego, GG blokowało opisy z linkiem do strony akcji. Gadu-Gadu wyjaśniło, że link został błędnie sklasyfikowany przez filtr antyspamowy i naprawiło błąd.
26 października 2009 roku wydana została dziesiąta wersja komunikatora (Gadu-Gadu 10). Wersja ta od samego początku spotkała się z powszechną krytyką. Zarzucano jej przeładowanie niepotrzebnymi funkcjami, nadmierną intensywność reklam, nadmierne powiązanie z siecią WWW, bloatware oraz bardzo słabą ergonomię.

## Inne usługi powiązane z komunikatorem Gadu-Gadu

### Gadu naGłos
Gadu naGłos jest to płatna, dodatkowa usługa w komunikatorze Gadu-Gadu. Pozwala ona na wykonywanie rozmów z komputera na telefon. Od wersji 7.7 Gadu-Gadu obsługuje także połączenia przychodzące z normalnych sieci telefonicznych poprzez numer dostępowy w warszawskiej strefie numeracyjnej oraz poprzez numery telefonów wykupionych przez użytkowników. Dla użytkowników komunikatora Gadu naGłos działa w oparciu o protokół IAX2. Istnieje także możliwość uzyskania parametrów logowania za pomocą protokołu SIP (informacje te dostępne są bezpośrednio w komunikatorze), co umożliwia skonfigurowanie dowolnego klienta SIP czy też urządzenia, które obsługują ten protokół.
Usługa Gadu naGłos jest ofertą pre-paid, a jedynym sposobem na zwiększenie środków na koncie jest skorzystanie z funkcji doładowań dostępnych w oryginalnym komunikatorze. Konto Gadu naGłos można doładować za pomocą karty zdrapki, przelewu bankowego oraz poprzez wysłanie SMS.
Dostępne są również darmowe rozmowy między 2 użytkownikami komunikatora Gadu-Gadu.

### Mobilne Gadu-Gadu
Wersja komunikatora Gadu-Gadu dla urządzeń mobilnych oferowana na licencji SMSware, w której aby móc skorzystać z programu, należy za niego zapłacić poprzez wysłanie wiadomości SMS na podany numer telefonu.

## Dawne inne usługi powiązane z komunikatorem Gadu-Gadu

### Open.fm
Open.fm (dawniej pod nazwą Gadu Radio) – polskie radio internetowe, dostępne zarówno na stronie internetowej, jak i w komunikatorze internetowym – Gadu-Gadu. Open.fm posiada 130 kanałów muzycznych. 25 maja 2015 roku serwis został sprzedany grupie Wirtualna Polska.